# Nakagawa (Hokkaidō)
Nakagawa (中川町?) è una cittadina giapponese della prefettura di Hokkaidō.